# Erbray
Erbray – miejscowość i gmina we Francji, w regionie Kraj Loary, w departamencie Loara Atlantycka.
Według danych na rok 2010 gminę zamieszkiwało 2940 osób, a gęstość zaludnienia wynosiła 50 osób/km².